# Barnasjön (Kållerstads socken, Småland)
Barnasjön är en sjö i Gislaveds kommun i Småland och ingår i Lagans huvudavrinningsområde. Sjöns area är 0,024 kvadratkilometer och den är belägen 170 meter över havet.